# Pivola
Pivola is een plaats in Slovenië en maakt deel uit van de gemeente Hoče-Slivnica in de NUTS-3-regio Podravska. De plaats telde 709 inwoners op 1 januari 2020.